# Водное поло на чемпионате мира по водным видам спорта 2013
Соревнования по Водному поло на Чемпионате мира по водным видам спорта 2013 прошли с 26 июля по 8 августа 2013 года в Барселоне, Китай.

## Медальный зачёт
| Команда | Золото  | Серебро    | Бронза   |
| ------- | ------- | ---------- | -------- |
| Мужчины | Венгрия | Черногория | Хорватия |
| Женщины | Испания | Австралия  | Венгрия  |